# Goethe im Examen
Goethe im Examen, auch „Goethe. Eine Groteske in zwei Bildern“, ist ein 1908 uraufgeführtes Kurz-Theaterstück für die Kabarettbühne von Alfred Polgar und Egon Friedell.

## Inhalt
Einem verbummelten Schüler erscheint Goethes Geist und erklärt sich bereit, an seiner statt zum Examen anzutreten; Thema: Goethes Leben und Werk. Zu Goethes Überraschung verläuft die Prüfung für ihn nicht erfolgreich. Zwar weiß er so viel über seine Jugend, Verwandtschaftsverhältnisse und die Inneneinrichtung des Hauses am Großen Hirschgraben zu berichten, dass der Prüfer diesen Teil irritiert abbricht. Dafür kann Goethe die verlangten präzisen Daten nicht nennen: „Wann verließ Goethe Wetzlar?“, „Wann erschien die Stella?“ Auch in Zweifelsfällen der Goethe-Forschung vertreten Goethe und die prüfenden Professoren unterschiedliche Auffassungen. Goethes Angaben, Frau von Stein sei seine „Geliebte“ gewesen, und den zweiten Teil des Wilhelm Meister habe er geschrieben, weil er darauf Vorschuss erhalten – und schon ausgegeben – hatte, empfinden die deutschen Professoren als Beleidigung eines „Nationalheiligtums“. Am Ende wird Goethe ein Schüler als Vorbild empfohlen, der mit auswendiggelerntem Faktenwissen glänzt.

## Autobiografisches
Der Wiener Friedell lebte als Jugendlicher eine Zeit in Goethes Geburtsstadt Frankfurt am Main. Das Abitur gelang ihm erst im vierten Anlauf bei Konrad Duden im preußischen Hersfeld. Duden ist Repräsentant des exakten Wissens.

## Rezeption
Das Stück wurde in der Silvesternacht 1907/1908 im Kabarett Fledermaus in Wien uraufgeführt. Die Rolle Goethes, die in Frankfurter Dialekt geschrieben ist, spielte Friedell selbst. Obgleich die Reaktion des Publikums laut Polgar gespalten war, folgten noch im selben Jahr 202 weitere Aufführungen in der Fledermaus. Friedell veranstaltete auch außerhalb Wiens Aufführungen und spielte die Hauptrolle, so in Hamburg, München, Frankfurt und Berlin. Goethe im Examen war auch die letzte Rolle, in der Friedell – im Theater an der Wien – auftrat, zwei Monate bevor er im März 1938 von den Nationalsozialisten in den Selbstmord getrieben wurde.
Als Werbung für das Telekolleg des deutschen Fernsehens wurde das Stück 1982 verfilmt; Goethe wurde, mit original hessischem Akzent, von Günter Strack gespielt – des Weiteren spielten mit: Stefan Viering, Simone Brahmann, Wolfgang Breitenstein, Hans Goguel, Tobias Lelle und Heinz Schimmelpfennig.

## Ausgabe
- Egon Friedell und Alfred Polgar: Goethe : Groteske in zwei Bildern. Leipzig : Leipziger Bibliophilen-Abend, 1999 (Nachdr. der Ausg. Stern, Wien, Leipzig, 1926)  DNB